# Grand Prix de la République
Der Grand Prix de la République war ein Wettbewerb im Bahnradsport, der für Sprinter veranstaltet wurde. Der Grand Prix fand in verschiedenen Städten in Frankreich statt. Er wurde zu Ehren des französischen Nationalfeiertages begründet.

## Geschichte
Der Grand Prix de la République wurde zum ersten Mal 1894 auf der Radrennbahn Vélodrome de Vincennes (auch La Cipale genannt) ausgefahren, erster Sieger wurde George A. Banker aus den USA. Dort fand das Rennen bis 1908 statt. Danach wurde der Grand Prix auch in anderen französischen Städten organisiert, so von 1924 bis 1934 auf der Radrennbahn „Vélodrome roubaisien“ in Roubaix, später in Bordeaux. Mit Ausnahme des Jahres 1901 starteten ausschließlich Berufsfahrer, 1901 fand parallel ein Turnier für Amateure statt, das der Franzose Pierre Maitrot gewann. Der Grand Prix de la République wurde in einigen Jahren nicht ausgetragen, vor allem bedingt durch die zeitweilig gesunkene Popularität der Fliegerrennen, an deren Stelle die Steherrennen in den Vordergrund in der Gunst des Publikums traten. Der Sieger von 1901 Willy Arend erhielt damals ein Preisgeld in Höhe von 8.000 Franc.
Das letzte Rennen wurde 1945 gefahren und von Louis Gerardin gewonnen. Erfolgreichster Fahrer war mit vier Siegen Lucien Michard.

## Sieger
- 1895  George A. Banker
- 1900  Willy Arend
- 1901  Willy Arend
- 1902  Willy Arend
- 1903  Thorvald Ellegaard
- 1904  Walter Rütt
- 1905–1907 nicht ausgetragen
- 1908  Émile Friol
- 1909  Gabriel Poulain
- 1910–1923 nicht ausgetragen
- 1924  Gerard Leene
- 1925  Ernst Kaufmann
- 1926  Lucien Michard
- 1927  Lucien Michard
- 1928  Ernst Kaufmann
- 1929  Lucien Michard
- 1930  Lucien Faucheux
- 1931  Jef Scherens
- 1932  Lucien Michard
- 1933  Jef Scherens
- 1934  Albert Richter
- 1935–1936 nicht ausgetragen
- 1937  Albert Richter
- 1938  Louis Gérardin
- 1939–1944 nicht ausgetragen
- 1945  Louis Gerardin